# Facundo Perezagua
Facundo Perezagua Suárez (Toledo, 27 de noviembre de 1860-Bilbao, 29 de abril de 1935) fue un político socialista, comunista y sindicalista español. Fue el organizador del PSOE y la Unión General de Trabajadores en Vizcaya, uno de los tres núcleos (junto con Asturias y Madrid) de los que surgió el socialismo español y posteriormente del PCE. Fue uno de los principales líderes obreros de Vizcaya que sentaron las bases de la fundación del histórico Partido Comunista de Euskadi.
Su célebre figura dio nombre a uno de los principales batallones comunistas del Euzko Gudarostea, "Batallón Facundo Perezagua".

## Biografía
Perezagua nació en Toledo, en la calle Perala del barrio de Covachuelas, en 1860 en el seno de una familia trabajadora. Metalúrgico de profesión, ingresó de aprendiz con doce años en la Fábrica de Armas de Toledo durante la tercera guerra carlista, siendo despedido a su término. Con posterioridad se trasladaría a Madrid, donde conoció a Pablo Iglesias y a otros miembros del grupo fundador del PSOE, en el que militó desde 1881 con el carnet número 19. En 1883 era uno de los representantes de El Porvenir, una sociedad (sindicato) de obreros en hierro y demás metales, y participó como uno de los representantes obreros en la Comisión de Reformas Sociales promovida por el ministro de Gobernación, Segismundo Moret, donde denunció las condiciones de explotación que sufría la clase obrera e hizo propaganda de la ideología y objetivos socialistas. Poco después fue despedido de su trabajo en Platerías Meneses y posteriormente de la Fábrica del Gas, ante lo cual se trasladó a Vizcaya —aunque Pablo Iglesias prefería que marchara a Barcelona—, donde sería el responsable de la extensión del socialismo entre los obreros vizcaínos. Primero entre los mineros de Bilbao y el valle de Somorrostro y posteriormente entre los metalúrgicos de la margen izquierda del Nervión.
Perezagua llegó a Bilbao el 20 de abril de 1885, instalándose en la calle Marzana del barrio de San Francisco y comenzando a trabajar en la fundición de Francisco Aguirre Sarasúa. Con ayuda de otros militantes socialistas entre los que se encontraban los hermanos Felipe y Luciano Carretero, Perezagua fue el responsable de la fundación de las primeras agrupaciones socialistas de Vizcaya. El 11 de julio de 1886 se constituyó la Agrupación Socialista de Bilbao, con apenas una veintena de militantes. En diciembre del año siguiente se crearía la de Ortuella, en plena zona minera. Llevó a cabo una intensa labor sindical tratando de sindicar a los trabajadores metalúrgicos, sin conseguirlo aún (el Sindicato Metalúrgico de Vizcaya no surgiría hasta 1914). En agosto de 1888 fue uno de los participantes en el 
congreso fundacional del Partido Socialista Obrero Español (PSOE), celebrado en Barcelona en representación de la agrupación socialista de Bilbao.
En Bilbao siguió su labor sindical al frente del socialismo vizcaíno, caracterizada por un fuerte carácter obrerista, con una táctica de confrontación que no excluía la violencia, y su negativa a alcanzar acuerdos con otras fuerzas políticas. En marzo de 1900  se creaba la Federación Socialista de Vizcaya, integrada por las agrupaciones socialistas de Bilbao, La Arboleda, Ortuella, Las Carreras, Sestao, Deusto, Gallarta, Erandio, Begoña y la Musques.Una característica de la organización socialista en la zona era su debilidad. Si bien la influencia de las tesis socialistas fue creciendo con rapidez, las agrupaciones socialistas (que asumían también las labores sindicales) eran pequeñas y poco estables. 

#### La huelga general de 1890
A pesar de las dificultades, Perezagua lideró la primera huelga general de Vizcaya, la de mayo de 1890, que llevó a la huelga a más de 30.000 trabajadores. Tras la primera celebración del Primero de Mayo, y a pesar de haber discurrido sin incidentes, cinco miembros de la Agrupación Socialista de La Arboleda son detenidos, lo que desata una reacción inmediata. Desde la cárcel, Perezagua y el resto de detenidos redactan un documento con las reivindicaciones obreras, que se resumen en la readmisión de los despedidos, la jornada laboral de 10 horas y la supresión del trabajo a destajo, los barracones y las cantinas obligatorias.Fue la primera huelga general obrera moderna e inauguró lo que Unamuno llamó "el periodo de las huelgas, de las grandes huelgas" de Vizcaya. El triunfo en la huelga llevó al PSOE a la hegemonía en el movimiento obrero vizcaíno, que fue irradiando al resto del País Vasco, comenzando por los núcleos industriales guipuzcoanos (las agrupaciones de Éibar y San Sebastián se crearon en 1897). Vizcaya formaba, con Madrid y Asturias, el triángulo de mayor implantación del socialismo español; hasta el punto de que el escritor Ramiro de Maeztu denominó a Bilbao “la meca socialista”. La importancia del socialismo vizcaíno en el conjunto español llevó a que el segundo congreso del PSOE se llevara a cabo en Bilbao en 1890. En las dos décadas siguientes, se convocarían cuatro huelgas generales más e innumerables parciales con resultados desiguales (triunfo patronal en 1892, fracaso con recomendación de vuelta al trabajo en 1906 y victoria in extremis en 1903 y 1910). 

#### Perezagua concejal de Bilbao 1895-1921
Perezagua antepuso siempre la confrontación sindical a las alianzas o las contemporizaciones políticas, centrándose sobre todo, en el campo electoral, en los comicios municipales, aunque también fue candidato a las Cortes el año 1891 por el distrito de  Valmaseda (que incluía la zona minera, Baracaldo y Sestao), mientras que Pablo Iglesias lo era por Bilbao. En las elecciones municipales de 1891, las primeras celebradas por sufragio universal masculino, Perezagua resultó elegido concejal en Bilbao junto con Luciano Carretero, Dionisio Ibáñez y Manuel Orte, mientras que en La Arboleda (San Salvador del Valle) era elegido Facundo Alonso. Estos cinco fueron los primeros representantes electos socialistas de la historia de España (Pablo Iglesias no llegaría a las Cortes hasta 1910, con ayuda de los votos republicanos de la Conjunción Republicano-Socialista), si bien ni Perezagua, ni otros dos de los representantes bilbaínos, pudieron tomar posesión de su cargo, al no ser propietarios, condición que si cumplía Orte al ser dueño de una pequeña carbonería. En 1895 volvería a ser elegido concejal, y esta vez sí pudo tomar posesión del cargo, al abrir una taberna e inscribirse como comerciante en el registro.Fue concejal entre 1895 y 1898, año en el que es procesado y marcha al exilio. A su vuelta de Francia vuelve a ostentar el cargo y será también nombrado varias veces Teniente de alcalde, llegando a ostentar brevemente el cargo de alcalde interino de Bilbao en septiembre de 1915 tras la dimisión del alcalde Benito Marco Gardoqui.

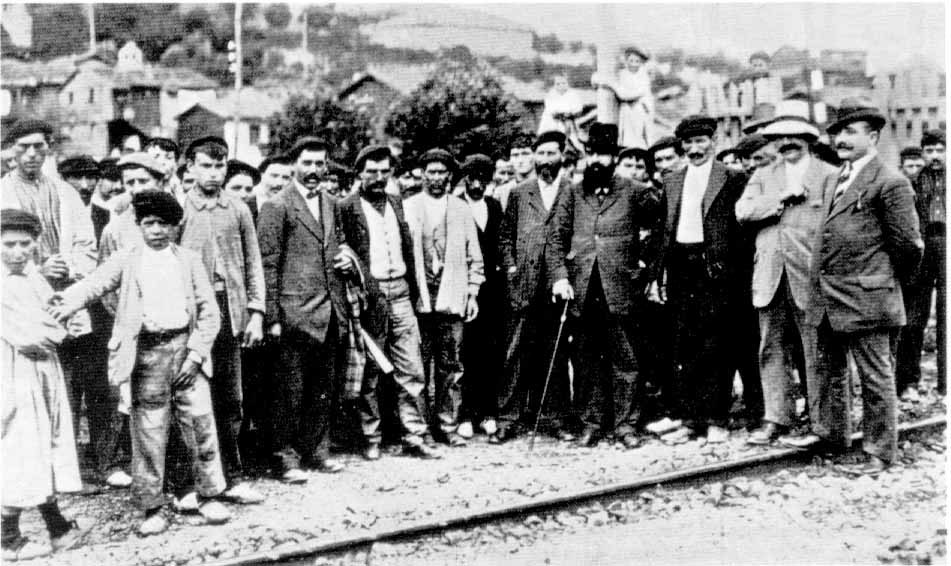
Facundo Perezagua (en el centro de la imagen, con boina) con los huelguistas en 1910

Con el cambio de siglo, la posición preeminente de Perezagua al frente del socialismo vizcaíno empezó a verse cuestionada, si bien no fue desafiada con éxito hasta 1910. El punto de fricción fundamental con el ascendente Indalecio Prieto, con el que disputaba el liderazgo del partido en Vizcaya, fue la necesidad de establecer alianzas con otras fuerzas políticas, en especial con los republicanos, postura que a partir de 1910 adoptó el partido. Perezagua mantenía su posición obrerista y se negaba a tales alianzas, al considerar reaccionarios a los republicanos. Los años siguientes vivieron una guerra soterrada dentro del socialismo vasco. Finalmente, Perezagua quedó en minoría en 1914 y, acusado de intentar provocar una escisión en el seno del partido, fue expulsado en 1915. No obstante, fue readmitido en 1919, merced al gran prestigio que aún conservaba.
En 1921, en medio de las disensiones que la revolución bolchevique causó en el socialismo español y europeo, Perezagua se alineó con los "terceristas", los partidarios de que el PSOE adoptase las "21 Condiciones" y se adhiriera a la Internacional Comunista (la III Internacional). Ante la oposición de la dirección y de la mayoría de la militancia (que inicialmente se había mostrado partidaria de ingresar en la Comintern), los terceristas se escindieron, creando el 13 de abril de 1921 el Partido Comunista Obrero Español (PCOE). Entre los escindidos se encontraban, además del propio Perezagua, Ramón Lamoneda (que más tarde volvería al PSOE), Evaristo Gil, Antonio García Quejido, Óscar Pérez Solís o Daniel Anguiano. El PCOE confluiría posteriormente con una escisión socialista anterior, el Partido Comunista Español en el Partido Comunista de España (PCE).

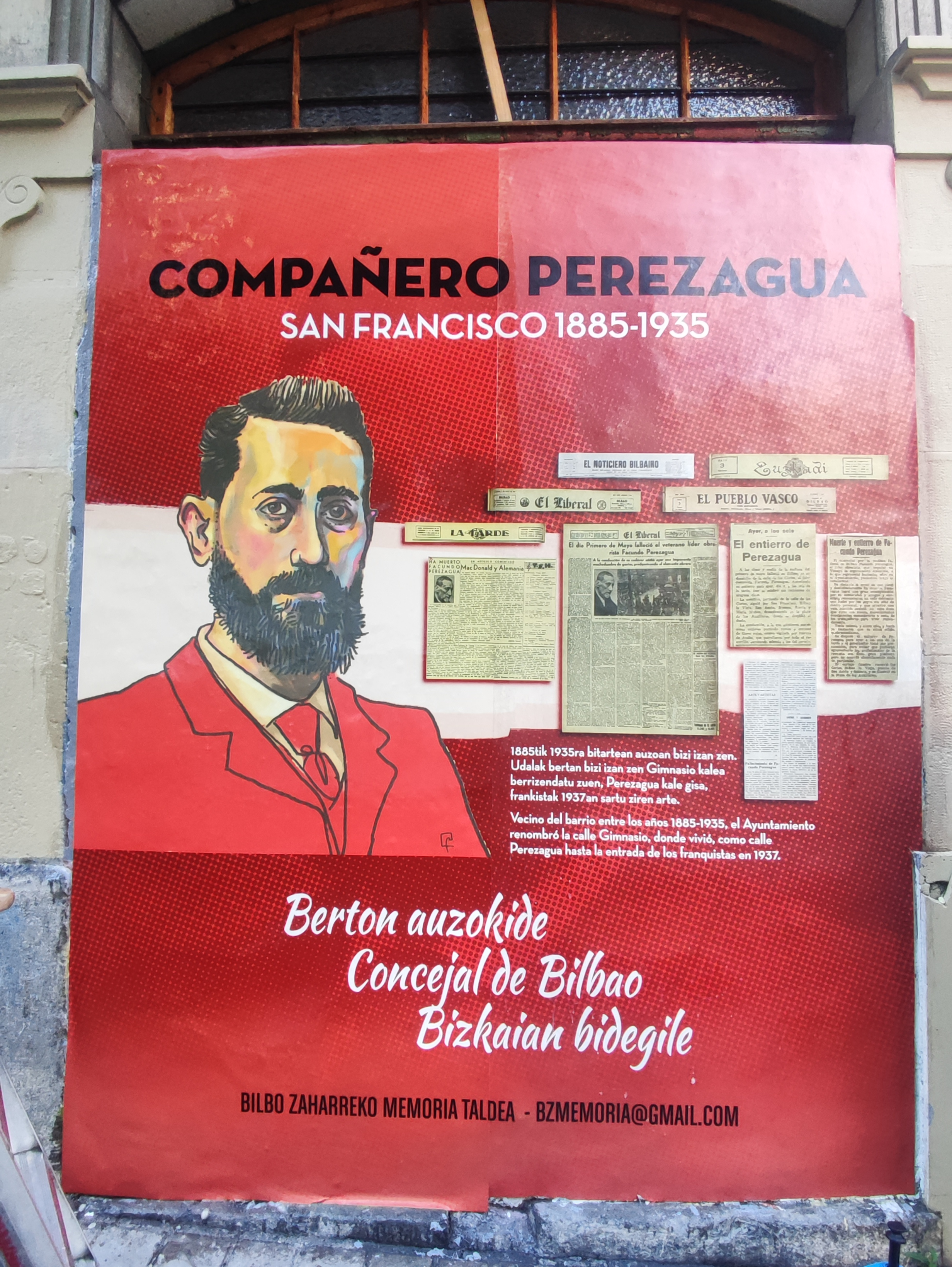
Mural homenaje a Facundo Perezagua, 2025

Perezagua fue uno de los principales dirigentes del PCE durante la dictadura de Primo de Rivera. Sin embargo, tras el fin de la dictadura desapareció de la primera línea de la política española, si bien fue candidato por Vizcaya-capital en las elecciones legislativas de 1933, a las que el PCE se presentó en solitario, sin obtener representación.
Falleció en Bilbao a finales del mes de abril de 1935, haciéndose coincidir su entierro con la manifestación del primero de mayo.

## Reconocimientos
- Durante la Guerra Civil, los comunistas vascos bautizaron con su nombre uno de los batallones comunistas del Eusko Gudarostea, el núm. 10. Fue el principal batallón del Partido Comunista de Euskadi y jugó un papel decisivo en la defensa de Bilbao.[15][16]
- La actual calle Gimnasio del barrio de San Francisco de Bilbao, llevó su nombre hasta 1937.[17]
- 2025 El Grupo de Memoria de Bilbao La Vieja organizó un acto de homenaje a Facundo Perezagua, al cumplirse 90 años de su muerte.[18]